# Hemerodromia wagneri
Hemerodromia wagneri är en tvåvingeart som beskrevs av Cobo och Carreira 2003. Hemerodromia wagneri ingår i släktet Hemerodromia och familjen dansflugor.
Artens utbredningsområde är Spanien. Inga underarter finns listade i Catalogue of Life.